# Anodo

Schema di un anodo di zinco in una pila

Un anodo (dal greco ἄνοδος, salita), nei sistemi elettrochimici, è l'elettrodo sul quale avviene una semireazione di ossidazione.
- Nel caso di una pila o di una cella galvanica, l'ossidazione avviene spontaneamente e produce elettroni, quindi l'anodo è il polo positivo (polarità negativa)[5].
- Nel caso di una cella elettrolitica, l'ossidazione viene forzata sottraendo elettroni, quindi l'anodo è il polo negativo (polarità positiva)[5].

Nei dispositivi elettronici, l'anodo è il polo positivo. Nei circuiti in cui sono presenti sia celle (siano esse galvaniche o elettrolitiche) sia dispositivi elettronici, anziché ricordare 3 definizioni (quella del generatore, quella dell'utilizzatore e quella della cella elettrolitica), si può efficacemente riassumere che sono anodi del circuito tutti i terminali in cui la corrente entra e sono catodi tutti i terminali da cui la corrente esce.
Tale termine fu coniato nel 1834 dal fisico Michael Faraday.